# Aloe krapohliana
Aloe krapohliana es una especie de liliopsida del género Aloe, perteneciente a la familia Asphodelaceae.